# La Charme
La Charme é uma comuna francesa na região administrativa de Borgonha-Franco-Condado, no departamento de Jura. Estende-se por uma área de 3,71 km². Em 2010 a comuna tinha 67 habitantes (densidade: 18,1 hab./km²).